# Dalton-in-Furness
Dalton-in-Furness é uma cidade no Borough de Barrow-in-Furness, Cumbria, Inglaterra. Localiza-se 4,4 milhas (7 km) a nordeste da cidade de Barrow-in-Furness. Sua população, em 2019, era estimada de 7424 habitantes.

## História
Dalton é mencionada no Domesday Book (nomeada como "Daltune") como uma das cidades que formam o Feudo de Hougun, mantido por Tostigo Godwinson, Conde da Nortúmbria. Historicamente, foi a capital de Furness. A antiga paróquia de Dalton cobria a área que agora é ocupada pelo Borough de Barrow-in-Furness. A cidade, hoje, encontra-se na paróquia de Dalton Town with Newton. Ainda historicamente, fazia parte de Lancashire, até a reorganização do governo local, em 1974, quando tornou-se parte do novo condado administrativo de Cúmbria.

## Geografia
A cidade está situada perto do centro de Low Furness, na crista oriental de um vale glaciar que atravessa obliquamente a península de Furness. Pouco mais de um quilômetro ao sul ficam as ruínas da Abadia de Furness, e quatro milhas ao sudoeste está a cidade principal mais próxima, Barrow-in-Furness. A região é geralmente acessada pela estrada A590, estrada de ligação da rodovia M6 à zona de Furness, e que contornar Dalton, reduzindo o fluxo de tráfego.

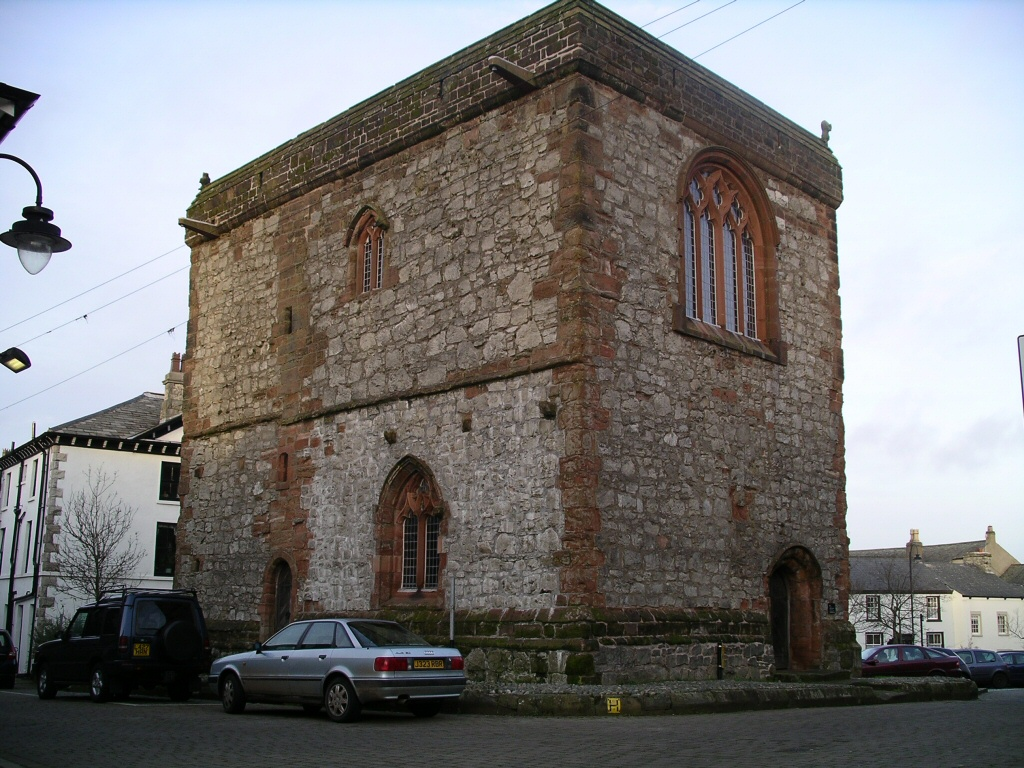
O Castelo de Dalton

O Conselho de Dalton with Newton Town foi o primeiro membro corporativo dos Friends of Real Lancashire (em tradução livre, Amigos da Lancashire Real), uma organização dedicada a reconhecer os limites tradicionais do condado de Lancashire.

## Transportes
A estação ferroviária de Dalton, que serve a cidade, está localizada na Furness Line, oferecendo conexões para Barrow, Ulverston, Grange-over-Sands e Lancaster. Existem serviços de longa distância para Preston e Manchester Victoria.

## Esportes

### Futebol
Os times de futebol locais Dalton United e Crooklands Casuals (também conhecidos como Orangemen) jogam na West Lancashire Football League.
O futebol feminino na cidade é oferecido pelo Dalton Girls and Ladies FC, que tem times de juniores e de idade aberta competindo em várias ligas de Cúmbria.
Há também 2 clubes de futebol na categoria júnior. O Crooklands Casuals possui a maior configuração com equipes de base, com atletas de 8 a 16 anos, enquanto o Dalton Junior FC, que atualmente joga nos campos da Dowdales School, oferece mini-ligas de futebol (menores de 8 anos, menores de 9 anos e menores de 10 anos).

### Rugby
Dalton Rugby League Football Club está localizado na entrada da cidade, em Crooklands Brow. Atualmente na primeira divisão da North West Counties League. Seu campo foi recentemente renomeado Kelland Park, em memória ao homem-forte da liga de rugby de Dalton, Ivor Kelland.

### Críquete
Dalton Cricket Club disputa a North Lancashire & Cumbria Cricket League. Dalton venceu a primeira partida organizada de críquete disputada em Furness, derrotando Barrow. Também tem muitos times juniores, como os das categorias sub-11 e sub-13.

## Educação
Dowdales School é a escola secundária da cidade, com aproximadamente 1.050 alunos. A escola não tem turmas do sistema Sixth Form, mas os alunos podem ser transferidos para o Sixth Form College, em Barrow, ou para Barrow College e Kendal College, de educação complementar.
Há quatro escolas primárias na cidade: Chapel Street School, George Romney Junior School, Dalton St Mary's Church of England e Our Lady of The Rosary Catholic School.

## Atrações
Além de estar a um quarto de hora de viagem do Parque Nacional Lake District, Dalton tem uma série de atrações turísticas dentro de suas próprias fronteiras, incluindo: 
- Castelo de Dalton (Dalton Castle, tombado pelo Patrimônio Histórico Inglês)
- South Lakes Safari Zoo

## Moradores notáveis

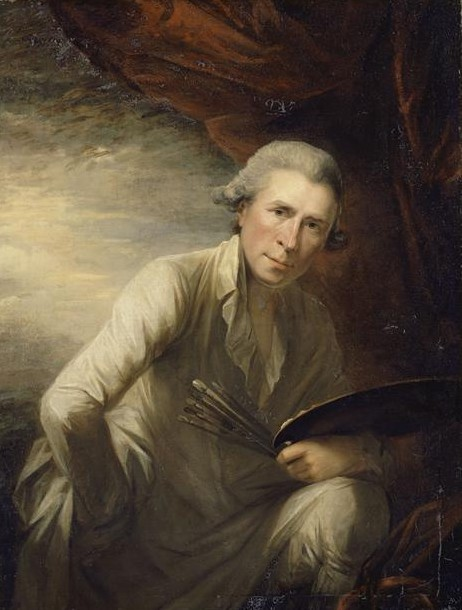
George Romney, um dos mais importantes pintores ingleses do século XVIII, e que nasceu e viveu em Dalton

- William Ashburner (1737–1793), ancestral de uma notável família de comerciantes e administradores na Índia Britânica.[3]

- Stephen Dixon (1974), apresentador da rede de tv britânica Sky News.

- Margaret Fell (1614-1702, também conhecida como Margaret Fox), nascida em Dalton com o nome de nascimento Askew, fundou a Sociedade Religiosa dos Amigos (Quakers). Conhecida popularmente como a "Mãe do Quakerismo", ela é considerada uma das primeiras pregadoras e missionárias dos chamados Valiant Sixty, o grupo dos primeiros líderes e ativistas Quakers.

- E.B. Ford (1901-1988), eminente cientista nascido em Dalton, foi líder entre os biólogos britânicos que investigaram o papel da seleção natural na natureza. É autor do popular livro New Naturalist, sobre borboletas.

- George Romney (1734-1802, importante pintor britânico, um dos artistas que lideraram a retratística de Londres na segunda metade do século XVIII, nasceu e viveu em Dalton.

- Miles Romney (1806-1877, britânico convertido ao mormonismo, pioneiro mórmon e um dos primeiros colonizadores do Velho Oeste americano. É um ancestral direto do político estadunidense Mitt Romney, ex-candidato à presidência de seu país.

- Richard T. Slone (1974), premiado artista plástico autodidata, foi colega de escola do apresentador Stephen Dixon. Ambos estavam no mesmo ano no colégio e foram educados primeiro em Newton e depois em Dalton.

- Keith Tyson (1969), artista plástico vencedor do Turner Prize em 2002, cresceu e estudou em Dalton.

## Cidades gêmeas
- Dalton (Pensilvânia)

- Commons